# André Rudersdorf
André Rudersdorf (* 9. September 1995 in Hadamar) ist ein deutscher Automobilrennfahrer. Er startete 2013 in der europäischen Formel-3-Meisterschaft.

## Karriere
Rudersdorf begann seine Motorsportkarriere 2009 im Kartsport, in dem er bis 2010 aktiv war. 2011 wechselte er in den Formelsport. Er trat in der ADAC Formel Masters an und wurde 19. in der Fahrerwertung. 2012 erhielt Rudersdorf bei ma-con ein Cockpit im deutschen Formel-3-Cup. Er startete in einem älteren Fahrzeug und war somit in der Trophy-Wertung wertungsberechtigt. Diese entschied er bei 14 von 21 Rennen für sich und gewann sie. Darüber hinaus nahm Rudersdorf an der österreichischen Formel 3 teil. In dieser gewann er mit sieben Siegen die Hälfte aller Rennen und sicherte sich den Gesamtsieg mit 212 zu 185 Punkten vor Sandro Zeller.
2013 blieb Rudersdorf bei ma-con und wechselte in die europäische Formel-3-Meisterschaft. Er beendete die Saison auf dem 24. Gesamtrang.

## Karrierestationen
| - 2009–2010: Kartsport - 2011: ADAC Formel Masters (Platz 19) - 2012: Deutsche Formel 3, Trophy (Meister) - 2012: Österreichische Formel 3 (Meister) - 2013: Europäische Formel 3 (Platz 24) |